# Armin Eich
Armin Eich (* 4. Juni 1965 in Olpe) ist ein deutscher Althistoriker und Epigraphiker.

Eich studierte von 1986 bis 1992 Latein und Geschichte an der Universität zu Köln und war ab 1993 wissenschaftlicher Mitarbeiter an der Universität Passau bei Hartmut Wolff, bei dem er 1997 mit einer Dissertation über Politische Literatur in der römischen Gesellschaft promoviert wurde. Er habilitierte sich dort 2003; Thema der 2004 publizierten Habilitationsschrift war Die politische Ökonomie des antiken Griechenland. Anschließend war er als Privatdozent und Oberassistent weiter an der Universität Passau tätig. 2007/2008 nahm er eine Lehrstuhlvertretung an der Universität Bielefeld wahr. Auch an der Universität Regensburg war er zeitweilig als Privatdozent tätig. 2010 wurde Eich zum Nachfolger von Wolfgang Orth als W3-Professor an die Universität Wuppertal berufen.
Eich befasst sich mit Themen sowohl aus der griechischen als auch der römischen Geschichte. Dort betreibt er insbesondere Forschungen zur Verwaltung der römischen Armee und der römischen Heeresgeschichte.
Eichs jüngerer Bruder Peter Eich ist ebenfalls Althistoriker.

## Schriften (Auswahl)
- Politische Literatur in der römischen Gesellschaft. Studien zum Verhältnis von politischer und literarischer Öffentlichkeit in der späten Republik und frühen Kaiserzeit (= Passauer historische Forschungen. Band 11). Böhlau, Köln 2000, ISBN 3-412-14999-3 (zugleich: Dissertation, Passau, Universität, 1998).
- Die politische Ökonomie des antiken Griechenland (6.–3. Jh. v. Chr.) (= Passauer historische Forschungen. Band 14). Böhlau, Weimar 2006, ISBN 3-412-25705-2 (zugleich: Habilitationsschrift, Passau, Universität, 2003).
- Die römische Kaiserzeit. Die Legionen und das Imperium (= C. H. Beck Geschichte der Antike). C. H. Beck, München 2014, ISBN 978-3-406-66012-2. 2., durchgesehene Auflage, ebenda 2018, ISBN 978-3-406-72022-2. Italienische Ausgabe: L' età dei Cesari. Le legioni e l’Impero. Giulio Einaudi, Turin 2015, ISBN 978-88-06-22676-3.
- Die Söhne des Mars. Eine Geschichte des Krieges von der Steinzeit bis zum Ende der Antike. C. H. Beck, München 2015, ISBN 978-3-406-68229-2.
- mit Peter Eich und Werner Eck: Die Inschriften von Sagalassos. Teil 1. Mit Beiträgen von Marc Waelkens (= Inschriften griechischer Städte aus Kleinasien. Band 70). Rudolf Habelt, Bonn 2018, ISBN 978-3-7749-4122-9.
- Die Verurteilung des Krieges in der antiken Literatur. Aschendorff Verlag, Münster 2021, ISBN 978-3-402-24769-3.

Herausgeberschaften
- Klaus Zmeskal: Adfinitas. Die Verwandtschaften der senatorischen Führungsschicht der römischen Republik von 218–31 v. Chr. 2 Bände mit CD-Rom. Stutz, Passau 2009, ISBN 978-3-88849-304-1.
- Die Verwaltung der kaiserzeitlichen römischen Armee. Studien für Hartmut Wolff (= Historia Einzelschriften. Heft 211). Franz Steiner, Stuttgart 2010, ISBN 978-3-515-09420-7.
- mit Stefan Freund, Meike Rühl und Christoph Schubert: Das dritte Jahrhundert. Kontinuitäten, Brüche, Übergänge. Ergebnisse der Tagung der Mommsen-Gesellschaft am 21.–22.11.2014 an der Bergischen Universität Wuppertal (= Palingenesia. Band 108). Franz Steiner, Stuttgart 2017, ISBN 978-3-515-11841-5.
- Inschriften edieren und kommentieren (= Editio. Beiheft 50). De Gruyter, Berlin 2022, ISBN 978-3-11-075068-3.